# Symplocos johnsonii
Symplocos johnsonii là một loài thực vật có hoa trong họ Dung. Loài này được Standl. miêu tả khoa học đầu tiên năm 1927.